# 하이 벨
허먼 스탠튼 벨(Herman Stanton Bell, 1897년 7월 16일 ~ 1949년 6월 7일)은 미국의 전 프로 야구 선수이다. 1920년대와 1930년대에 메이저 리그 베이스볼 (MLB)에서 투수로 활약하였으며, 우투우타였다. 8시즌 동안 세인트루이스 카디널스와 뉴욕 자이언츠에서 뛰었다. 통산 221경기에 출전해 663⅓이닝을 던지며 32승 34패, 14완투 1완봉, 3.69의 평균자책점을 기록하였다.